# Balthasar Jenichen

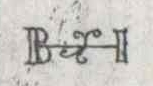
Monogramm von Balthasar Jenichen (1572)

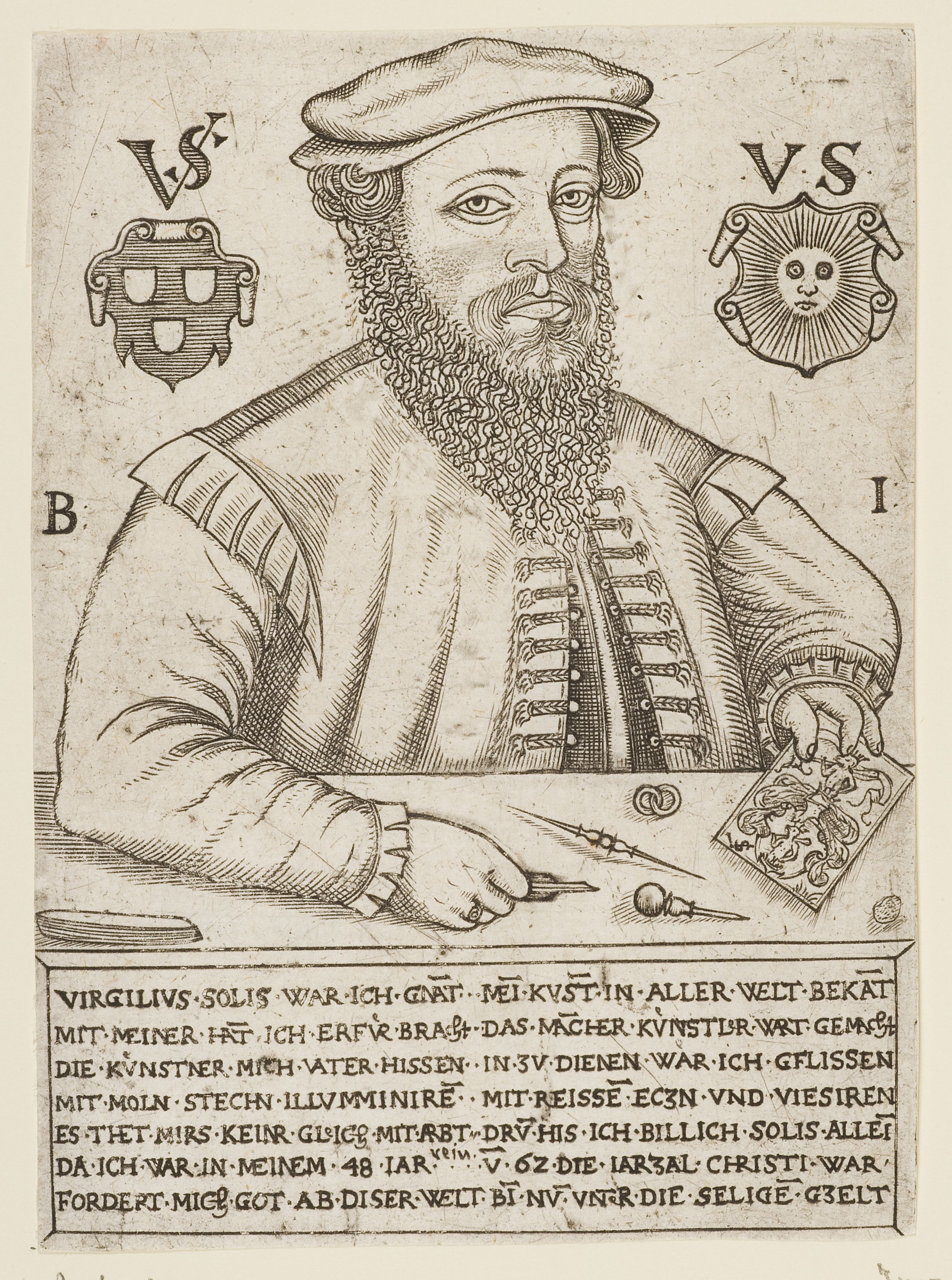
Porträt des Virgil Solis von Balthasar Jenichen, 1562

Balthasar Jenichen (* vor 1550; † vor 1621) war ein deutscher Goldschmied, Kupferstecher und Verleger.
Über das Leben Jenichens ist kaum etwas bekannt. Er wirkte in Nürnberg zwischen 1563 und 1592. Er begann seine Karriere in der Werkstatt von Virgil Solis, nach dessen Tod 1562 heiratete er dessen Witwe und führte die Werkstatt weiter. 1621 wird in einer Urkunde erwähnt, dass die Witwe Jenichens an den Senator Paul Behaim eine Reihe von Kupfertafeln aus seinem Besitz verkaufte.